# احمدرضا احمدوند
احمدرضا احمدوند (زادهٔ ۱۷ بهمن ۱۳۷۷) بازیکن فوتبال اهل ایران است که در پست مهاجم تیم ملی فوتبال امید ایران بازی می‌کند.
احمدوند در بازی‌های آسیایی ۲۰۱۸ از اعضای کاروان ایران بود و در این مسابقات برای ایران به میدان نیز رفت. وی در بازی مقابل میانمار در مرحله گروهی و مقابل کره جنوبی در مرحله حذفی به میدان رفت.

لغو قرارداد با پرسپولیس و شایعه مصرف متادون
در شرایطی که تیم پرسپولیس در ترکیه حضور داشت، باشگاه با این بازیکن قرارداد بست. طبق روال در بازگشت تیم از ترکیه، آنها راهی ایفمارک شدند تا تست‌های پزشکی را پشت سر بگذارند. در اتفاقی عجیب اما بعد از اعلام تست‌ها مشخص شد این بازیکن از ماده غیرقانونی متادون استفاده کرده است. این ماده جزو مواد کاملا غیر قانونی و ممنوعه محسوب می‌شود. با این حال با نظر کادرپزشکی، بار دیگر از او خواسته شد تا صبح روز بعد در تست مجدد حضور یابد اما در اتفاقی عجیب او برخلاف نوبت تعیین شده، چند روز بعد در ایفمارک حاضر شد.
محسن خلیلی در ادامه توضیحات عجیبش گفت: با توجه به اینکه هر ماده‌ای بعد از چند روز با برخی اقدامات اثرش از بدن خارج می‌شود باشگاه برای اینکه منافع خود و هواداران را حفظ کند و همچنین ریسکی را متحمل نشود، از ثبت قرارداد او خودداری کرد. ما طی روزهای اخیر علیرغم شایعاتی که وجود داشت برای حفظ آبروی این بازیکن و آینده‌اش نمی‌خواستیم موضوع را رسانه‌ای کنیم و جزو اسرار محرمانه باشگاه می‌دانستیم اما او با رفتار خود باعث شد تا به توضیح این مساله بپردازیم ی سابقه مصرف تریاک با وافور هم دارد. 